# Gustav Nachtigal

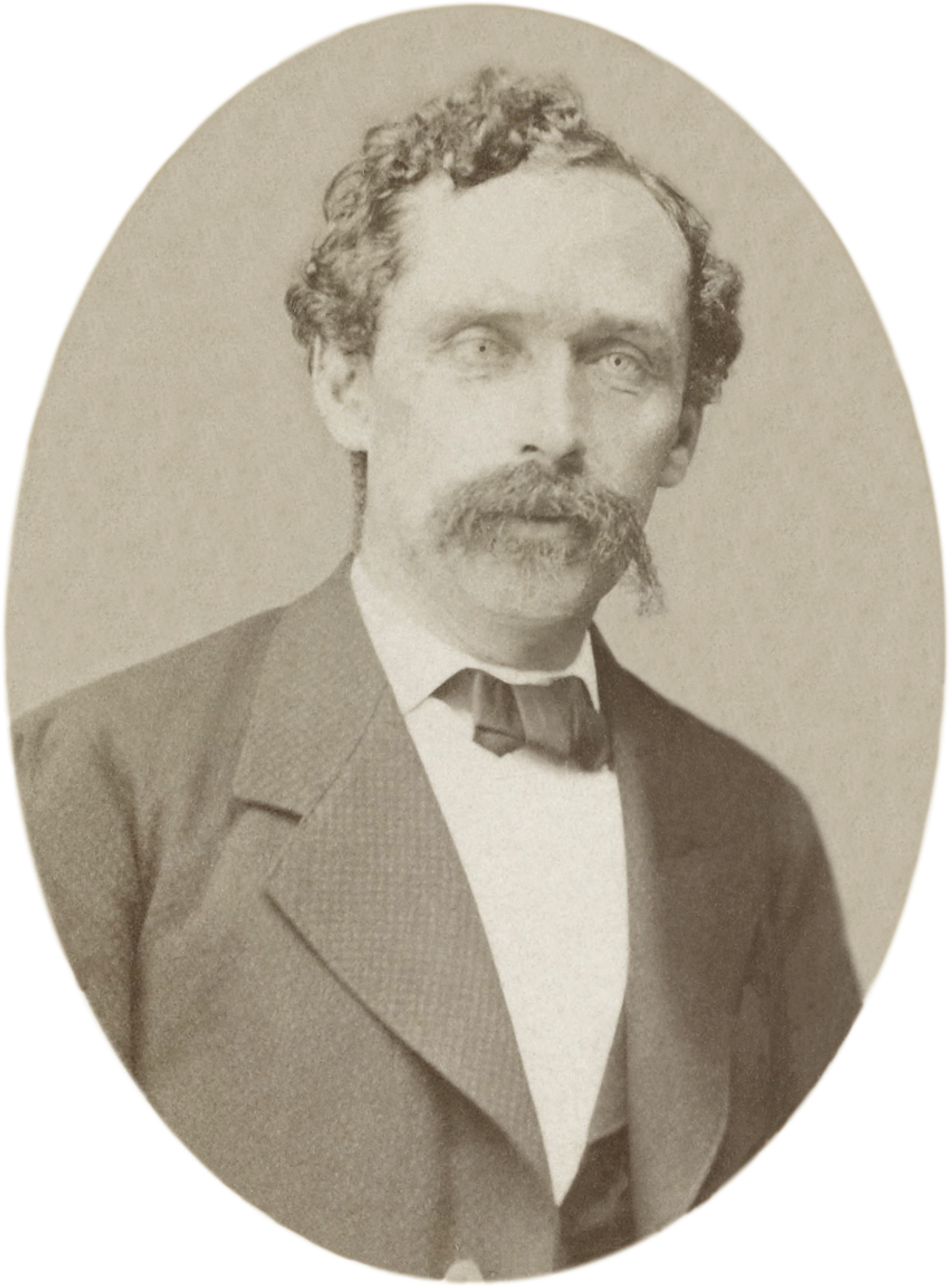
Portretfoto van Gustav Nachtigal

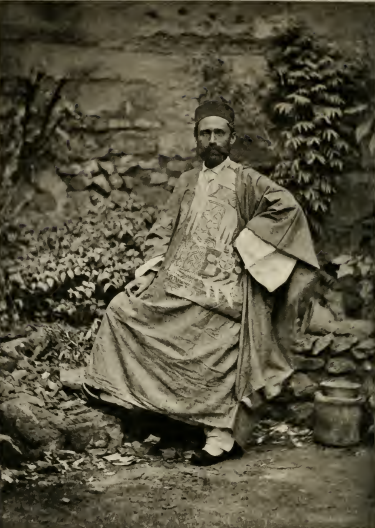
Gustav Nachtigal in Afrika

Gustav Nachtigal (Eichstedt, 23 februari 1834 – op zee, 20 april 1885) was een Duits legerarts en ontdekkingsreiziger in Afrika. Hij was een van de grondleggers van het Duitse koloniale rijk in Afrika.

## Levensloop
Nachtigal werd geboren in Pruisen als zoon van een luthers predikant. Hij studeerde geneeskunde in Berlijn, Halle, Würzburg, Bonn en Greifswald en hij werd legerarts in Keulen. Hij specialiseerde zich in oogheelkunde in Berlijn maar moest deze studie afbreken door een longziekte. In 1862 reisde hij naar Algerije voor het klimaat. Hij leerde er Arabisch en reisde in 1863 door naar Tunis waar hij zich vestigde als arts. Daar leerde hij Gerhard Rohlfs die hem aanspoorde om naar het gebied van Bornu te reizen. Officieel was dit om aan de sultan van Bornu geschenken van de Pruisische koning te overhandigen als dank voor de ontvangst die de Duitse ontdekkingsreiziger Heinrich Barth daar had gekregen. De reis van Nachtigal duurde van februari 1869 tot augustus 1874 en voerde hem van Tripoli, door het Tibestigebergte naar het Tsjaadmeer en door de Afrikaanse koninkrijken van Bornu, Kanem, Bagirmi, Égueï, Bodélé en Borku. Via Kordofan, Khartoem en Caïro reisde hij terug naar Duitsland. Nachtigal maakte gebruik van deze reis om de Afrikanen die hij ontmoette etnologisch te beschrijven. Hij schreef de volgende jaren zijn bevindingen neer in het werk Sahara und Sudan.
In 1882 werd hij benoemd tot consul van Duitsland in Tunis en in 1884 werd hij als rijkscommissaris naar West-Afrika gestuurd. Het doel van deze missie was om handelsverdragen te sluiten met Afrikaanse stamhoofden om zo voor Duitsland toegang voorbij de kust tot het binnenland te bekomen. Met een vloot van drie Duitse oorlogsbodems deed hij op korte tijd Togo, Kameroen en Namibië aan. Nachtigal was al verzwakt bij aanvang van de reis en op de terugreis naar Duitsland stierf hij op zee aan een malaria-aanval. Hij werd aanvankelijk begraven in Grand-Bassam en werd in 1888 herbegraven in Douala in Kameroen.

## Afbeeldingen

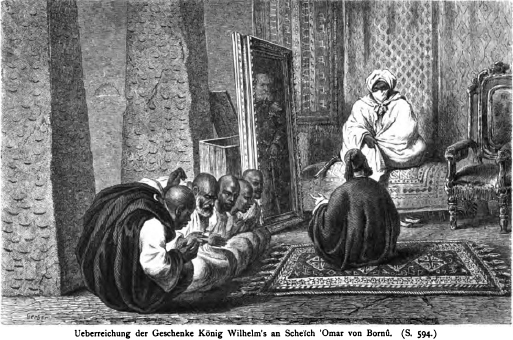
Gustav Nachtigal bij de sultan van Bornu
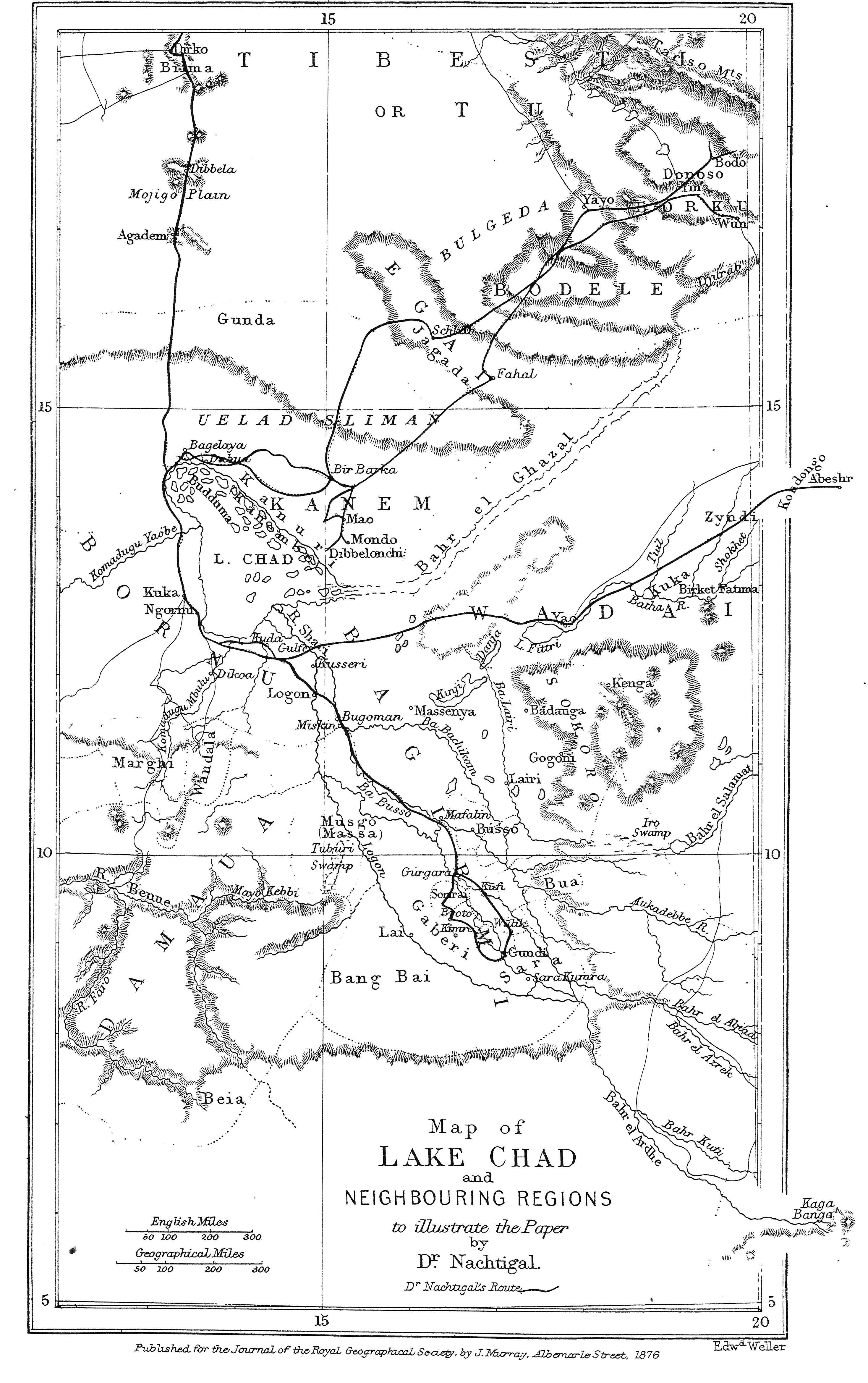
Kaart van het Tsjaadmeer door Nachtigal
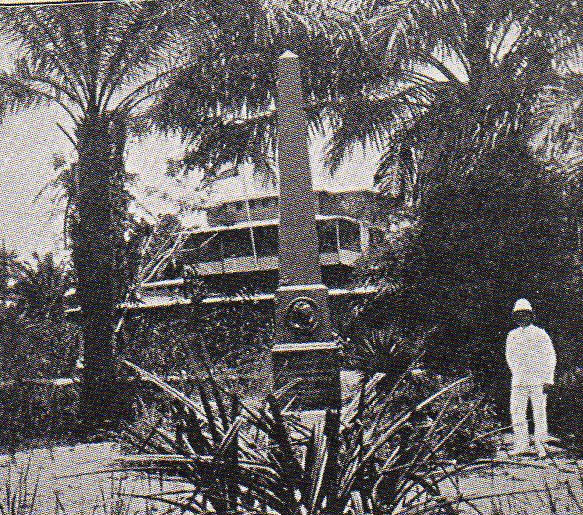
Monument voor Nachtigal in Douala (foto rond 1896)
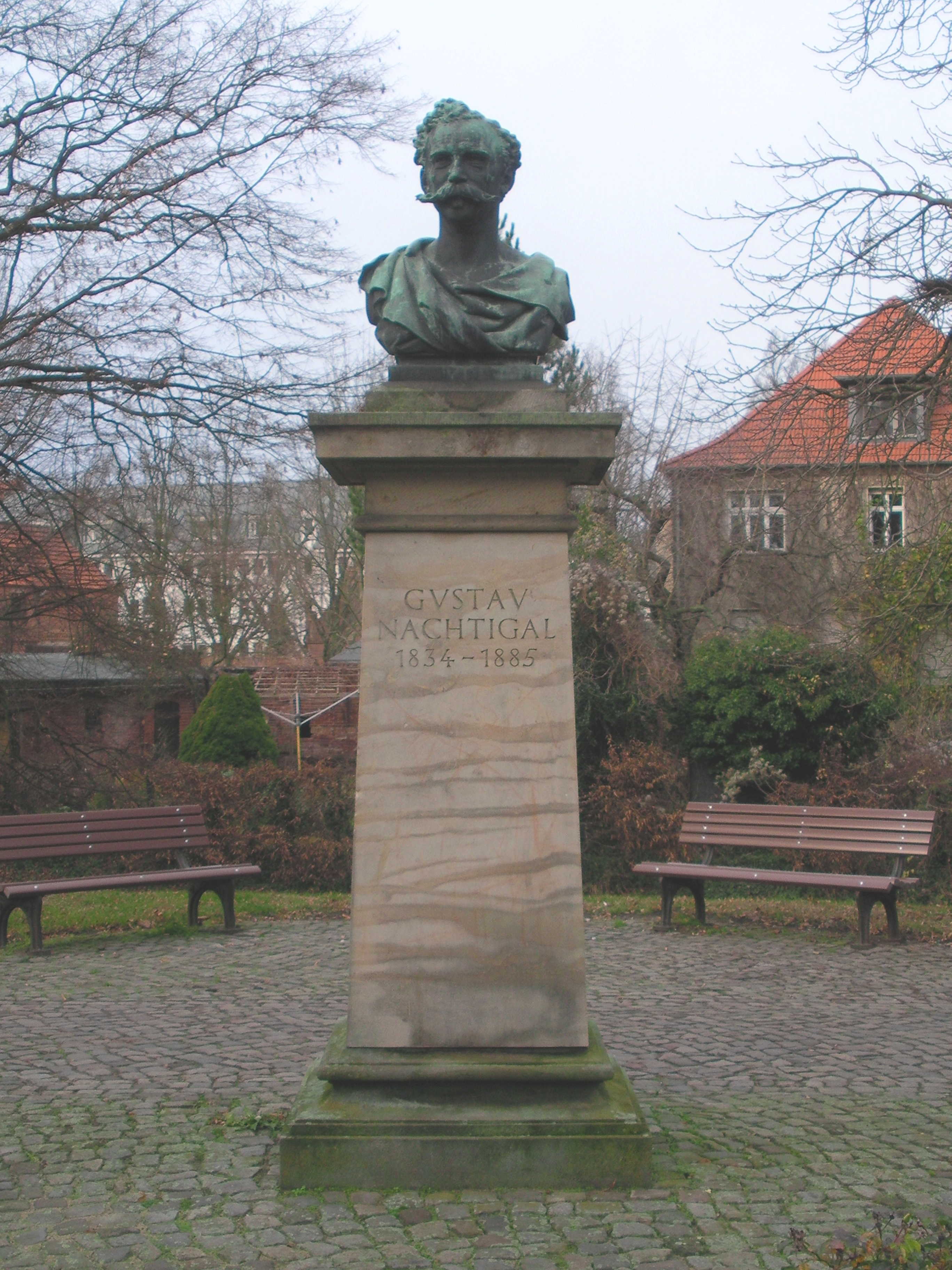
Monument voor Nachtigal in Stendal